# Didier Queloz
Didier Patrick Queloz FRS (født 23. februar 1966) er en schweizisk astronom. Han er professor på University of Cambridge, hvor han også er fellow på Trinity College, samt professor på Université de Genève. Sammen med Michel Mayor opdagede han i 1995 51 Pegasi b, der er den første exoplanet, der kredser om en sollignende stjerne, 51 Pegasi. I 2019 modtog de en delt nobelpris i fysik, hvor den anden halvdel gik til James Peebles. Han har udtalt, at mennesket sandsynligvis vil finde udenjordisk liv inden for de næste 30 år.